# Xylomelum pyriforme
Xylomelum pyriforme är en tvåhjärtbladig växtart som först beskrevs av Gaertner, och fick sitt nu gällande namn av Joseph Knight. Xylomelum pyriforme ingår i släktet Xylomelum och familjen Proteaceae. Inga underarter finns listade i Catalogue of Life.